# De Landwacht
De Landwacht was een Belgische Nederlandstalige katholieke krant.

## Historiek
De krant werd voor het eerst uitgegeven op 4 november 1890 te Gent als anti-socialistisch plattelandskrant. Het dagblad werd uitgegeven door kanunnik Julien Verschueren van het 'Werk der Vlaamsche Katholieke Drukpers' (tevens uitgever van o.a. De Gentenaar) en werd verspreid in Oost- en West-Vlaanderen. 
Tijdens de Duitse inval aan het begin van de Eerste Wereldoorlog werd de publicatie van de krant tijdelijk stopgezet, maar hervat op 30 oktober 1914. Hetzelfde scenario deed zich voor tijdens de Tweede Wereldoorlog, de persen werden opnieuw opgestart omstreeks juni 1940. Op 14 mei 1944 kreeg de krant een publicatieverbod van de Duitse bezetter.
Kort na de bevrijding, op 7 september 1944, verscheen de krant opnieuw. Na twee nummers werd er echter een publicatieverbod opgelegd door het Belgisch gerecht. Vanaf 25 september 1944 verscheen de krant opnieuw onder de titel De Nieuwe Landwacht. Nadat het gerechtelijk onderzoek naar de rol van de krant tijdens de Duitse bezetting in de Tweede Wereldoorlog twee jaar later werd afgerond en leidde tot een  buitenvervolgingstelling verscheen de krant opnieuw onder haar oorspronkelijke naam: De Landwacht. In 1959 kwam het dagblad, samen met zusterblad De Gentenaar, in handen van De Standaardgroep (o.l.v. Albert De Smaele).
Op 5 april 1978 verscheen het laatste exemplaar.